# Hypercompe leucarctioides
Hypercompe leucarctioides là một loài bướm đêm thuộc phân họ Arctiinae, họ Erebidae.